# Basketball Champions League 2016-2017
La Basketball Champions League 2016-2017 è stata la 1ª edizione della principale competizione europea per club di pallacanestro organizzata da FIBA Europe.
Si è svolta dal 27 settembre 2016 al 30 aprile 2017.

## Regolamento e formato
Nel luglio 2015 la FIBA ha cercato di tornare a organizzare il massimo campionato continentale per club provando a convincere otto delle undici squadre di Eurolega in possesso della licenza A a disputare un nuovo torneo. Tuttavia questa proposto è stata bocciata all'unanimità da tutti i club dell'Eurolega.
Nel seguente mese di ottobre, la FIBA cerca nuovamente di prendere il controllo del 1º livello dei campionati europei presentando la Champions League a 16 squadre. Tuttavia quando l'Eurolega ha deciso varare lo stesso format per l'edizione 2016-17 la FIBA ha annunciato il lancio di una nuova competizione la cui partecipazione è basata su meriti sportivi.
Prendono parte alla regular season 32 squadre, delle quali 24 qualificate direttamente mentre le rimanenti attraverso due turni di qualificazione ai quali partecipano 24 squadre.
Le 32 squadre partecipanti alla regular season sono suddivise mediante sorteggio in quattro gruppi, ciascuno composto da otto squadre. Le prime quattro classificate di ciascun girone si qualificano per i playoff, mentre le squadre classificatesi al 4º e 5º posto vengono retrocesse in Europe Cup. I primi due turni di playoff, ottavi e quarti di finale, si disputano con gare di andate e ritorno; le squadre vincenti i quarti di finale si affrontano nelle Final four.
Nel giugno del 2016 conferma la partecipazione di 48 squadre. Tuttavia nei due mesi seguenti Dinamo Sassari, AEK Atene e Zielona Góra vengono ammesse alla competizione dopo aver lasciato l'Eurocup. In conseguenza di questo allargamento è stato modificato il turno preliminare ed è stato aggiunto un quinto gruppo di otto squadre ai partecipanti alla regular season; conseguentemente i playoff avranno un turno addizionale visto il passaggio da 16 a 24 del numero delle squadre qualificate ovvero le prime quattro classificate di ciascun girone più le migliori 4 quinte classificate. Le prime otto, ovvero le vincenti dei gironi e le 3 migliori seconde classificate, accedono direttamente al secondo turno di play-off. Le restanti 16 squadre si affronteranno nel primo turno di play-off con le vincenti che si qualificheranno al secondo turno. Le squadre vincitrici si qualificano alle Final Four.

## Squadre partecipanti
| Paese (Lega)                | Squadre | Squadre (posizione nel campionato nazionale 2015-16) | Squadre (posizione nel campionato nazionale 2015-16) | Squadre (posizione nel campionato nazionale 2015-16) | Squadre (posizione nel campionato nazionale 2015-16) |
| --------------------------- | ------- | ---------------------------------------------------- | ---------------------------------------------------- | ---------------------------------------------------- | ---------------------------------------------------- |
| Francia (ProA)              | 4       | ASVEL (1)                                            | Strasburgo(2)                                        | Monaco(3)                                            | Le Mans(C)                                           |
| Italia (Lega A)             | 4       | Scandone Avellino (3)                                | Reyer Venezia(4)                                     | Dinamo Sassari(7)                                    | Pall. Varese (9)                                     |
| Turchia (TBL)               | 4       | Bandırma Banvit(5)                                   | Karşıyaka(6)                                         | Beşiktaş(9)                                          | Uşak Sportif(7)                                      |
| Germania (BBL)              | 3       | Skyl. Francoforte (3)                                | EWE Oldenburg(5)                                     | R. Ludwigsburg (6)                                   |                                                      |
| Grecia (A1)                 | 3       | AEK Atene (3)                                        | Aris Salonicco(4)                                    | PAOK Salonicco (5)                                   |                                                      |
| Belgio (BLB)                | 2       | Ostenda(1)                                           | Spirou Charleroi(5)                                  |                                                      |                                                      |
| Bulgaria (NBL)              | 2       | Akademik Sofia (1)                                   | Rilski Sportist (3)                                  |                                                      |                                                      |
| Israele (LhA)               | 2       | Mac. Rishon LeZion(1)                                | Ironi Nahariya(6)                                    |                                                      |                                                      |
| Lituania (LKL)              | 2       | Neptūnas Klaipėda(2)                                 | Juventus Utena(4)                                    |                                                      |                                                      |
| Polonia (PLK)               | 2       | Zielona Góra(1)                                      | Rosa Radom(2)                                        |                                                      |                                                      |
| Portogallo (LPB)            | 2       | Porto(1)                                             | Benfica(2)                                           |                                                      |                                                      |
| Romania (LNB)               | 2       | CSM Oradea(1)                                        | U Cluj(4)                                            |                                                      |                                                      |
| Serbia (KLS)                | 2       | Partizan(2)                                          | Mega Belgrado(3)                                     |                                                      |                                                      |
| Bielorussia (VL)            | 1       | Cmoki Minsk(1)                                       |                                                      |                                                      |                                                      |
| Bosnia ed Erzegovina (SLBH) | 1       | Igokea(1)                                            |                                                      |                                                      |                                                      |
| Cipro (CBD1)                | 1       | AEK Larnaca(1)                                       |                                                      |                                                      |                                                      |
| Croazia (1HKL)              | 1       | Cibona Zagabria(2)                                   |                                                      |                                                      |                                                      |
| Danimarca (BL)              | 1       | Århus (2)                                            |                                                      |                                                      |                                                      |
| Estonia (KML)               | 1       | Tartu Ülikooli(2)                                    |                                                      |                                                      |                                                      |
| Finlandia (KL)              | 1       | Joensuun Kataja(5)                                   |                                                      |                                                      |                                                      |
| Lettonia (LBL)              | 1       | Ventspils(3)                                         |                                                      |                                                      |                                                      |
| Montenegro (PAL)            | 1       | Mornar Bar(2)                                        |                                                      |                                                      |                                                      |
| Paesi Bassi (DBL)           | 1       | Donar Groningen(1)                                   |                                                      |                                                      |                                                      |
| Rep. Ceca (NBL)             | 1       | ČEZ Nymburk(1)                                       |                                                      |                                                      |                                                      |
| Russia (VTB)                | 1       | Avtodor Saratov(6)                                   |                                                      |                                                      |                                                      |
| Slovacchia (BSE)            | 1       | Prievidza(1)                                         |                                                      |                                                      |                                                      |
| Slovenia (1ASKL)            | 1       | Helios Domžale(1)                                    |                                                      |                                                      |                                                      |
| Spagna (ACB)                | 1       | Canarias Tenerife(9)                                 |                                                      |                                                      |                                                      |
| Svezia (SBL)                | 1       | Södertälje(1)                                        |                                                      |                                                      |                                                      |
| Ucraina (USL)               | 1       | Chimik Južnyj (1)                                    |                                                      |                                                      |                                                      |
| Ungheria (MKNB)             | 1       | Szolnoki Olaj(1)                                     |                                                      |                                                      |                                                      |

## Sorteggio
Il sorteggio per i gruppi della stagione regolare si è svolto il 21 luglio 2016 a Monaco di Baviera. Le 24 squadre previste in origine sono state suddivise in sei urne. Club provenienti dalla stessa nazione sono stati insertiti in gruppi differenti.
| Urna 1                                                                     | Urna 2                                                                              | Urna 3                                                                               | Urna 4                                                                         |
| -------------------------------------------------------------------------- | ----------------------------------------------------------------------------------- | ------------------------------------------------------------------------------------ | ------------------------------------------------------------------------------ |
| ASVEL Skyl. Francoforte Aris Salonicco Ostenda Chimik Južnyj Mega Belgrado | Strasburgo EWE Oldenburg PAOK Salonicco Mac. Rishon LeZion Helios Domžale Ventspils | Bandırma Banvit Scandone Avellino Avtodor Saratov ČEZ Nymburk Cibona Zagabria Monaco | Karşıyaka Reyer Venezia Canarias Tenerife Neptūnas Klaipėda Rosa Radom Le Mans |

Il sorteggio ha determinato i quattro gruppi riportati di seguito.
| Gruppo A | Gruppo B | Gruppo C | Gruppo D |
| --- | --- | --- | --- |
| Bandırma Banvit Skyl. Francoforte Aris Salonicco ČEZ Nymburk Helios Domžale Monaco Donar Groningen o Tartu Ülikooli o Århus o Dinamo Sassari Rilski Sportist o Cmoki Minsk o Ironi Nahariya | Karşıyaka Reyer Venezia Avtodor Saratov Mac. Rishon LeZion Chimik Južnyj Le Mans Joensuun Kataja o Södertälje CSM Oradea o Prievidza o Akademik Sofia | ASVEL EWE Oldenburg PAOK Salonicco Neptūnas Klaipėda Rosa Radom Ventspils Benfica o Pall. Varese AEK Larnaca o U Cluj o Uşak Sportif | Strasburgo Scandone Avellino Canarias Tenerife Ostenda Cibona Zagabria Mega Belgrado Porto o Juventus Utena Igokea o Mornar Bar |

## Turno preliminare
Le squadre partecipanti sono state suddivise in base a criteri geografici, tuttavia squadre provenienti dalla stessa nazione non possono affrontarsi.

### Primo turno
Le diciotto squadre partecipanti al primo turno sono state suddivise, in base a criteri geografici, in due gruppi: Region A (dieci squadre) e Region B (otto squadre); il sorteggio prevede che si affrontino squadre appartenenti alla stessa regione. Tuttavia, in seguito all'aumento dei club partecipanti e il conseguente cambio di formato della competizione, solamente quattro delle nove sfide previste sono state giocate.

Gli incontri si sono distputati il 27 settembre, l'andata, e il 29 settembre, il ritorno.
| Squadra 1       | Totale  | Squadra 2      | Andata | Ritorno |
| --------------- | ------- | -------------- | ------ | ------- |
| Rilski Sportist | 122-146 | Cmoki Minsk    | 58-72  | 64-74   |
| CSM Oradea      | 144-131 | Prievidza      | 71-64  | 73-67   |
| AEK Larnaca     | 106-145 | U Cluj         | 50-78  | 56-67   |
| Donar Groningen | 133-141 | Tartu Ülikooli | 76-76  | 57-65   |

### Secondo turno
Le 16 squadre ammesse, ovvero sette qualificate direttamente e le nove vincenti al primo turno, sono state suddivise, come nel turno precedente, in base al criterio geografico, in quattro urne e l'accoppiamento è stato sorteggiato tra squadre appartenenti alla stessa regione.
In seguito all'aumento delle squadre e al conseguente cambio di formato della competizione, ci saranno solamente tre sfide del sorteggio originale, mentre quattro sono promosse dal primo turno. L'ottava sfida vede protagonista l'Århus arrivato al secondo turno dopo il passaggio della Dinamo Sassari alla regular season.
Gli incontri si sono disputati il 4 ottobre, l'andata, e il 6 ottobre, il ritorno.
| Squadra 1       | Totale  | Squadra 2      | Andata | Ritorno |
| --------------- | ------- | -------------- | ------ | ------- |
| Joensuun Kataja | 156-124 | Södertälje     | 97-58  | 59-66   |
| Igokea          | 131-152 | Mornar Bar     | 71-69  | 60-83   |
| Benfica         | 144-145 | Pall. Varese   | 72-75  | 72-70   |
| Porto           | 140-160 | Juventus Utena | 81-83  | 59-77   |
| Akademik Sofia  | 133-142 | CSM Oradea     | 75-72  | 58-70   |
| Tartu Ülikooli  | 137-158 | Århus          | 67-75  | 70-83   |
| Uşak Sportif    | 178-156 | U Cluj         | 93-90  | 85-66   |
| Cmoki Minsk     | 133-141 | Ironi Nahariya | 66-70  | 67-71   |

## Regular season
La Regular season si è giocata dal 28 ottobre 2016 al 25 gennaio 2017.

I quaranta club partecipanti sono stati suddivisi in 5 gruppi, sempre con la regola che squadre appartenenti alla stessa nazione non possono essere inserite nello stesso girone, e si affrontano in un girone all'italiana con partite di andata e ritorno. Le squadre vincenti dei gironi, le seconde, le terze, le quarte e le migliori quinte classificate si sono qualificate ai play-off, mentre le rimanenti quinte, le seste e le settime classificate hanno partecipato ai play-off di FIBA Europe Cup.
| Qualificata Last 16      |
| Qualificata Last 32      |
| Retrocessa in Europe Cup |
| Eliminata                |

### Gruppo D

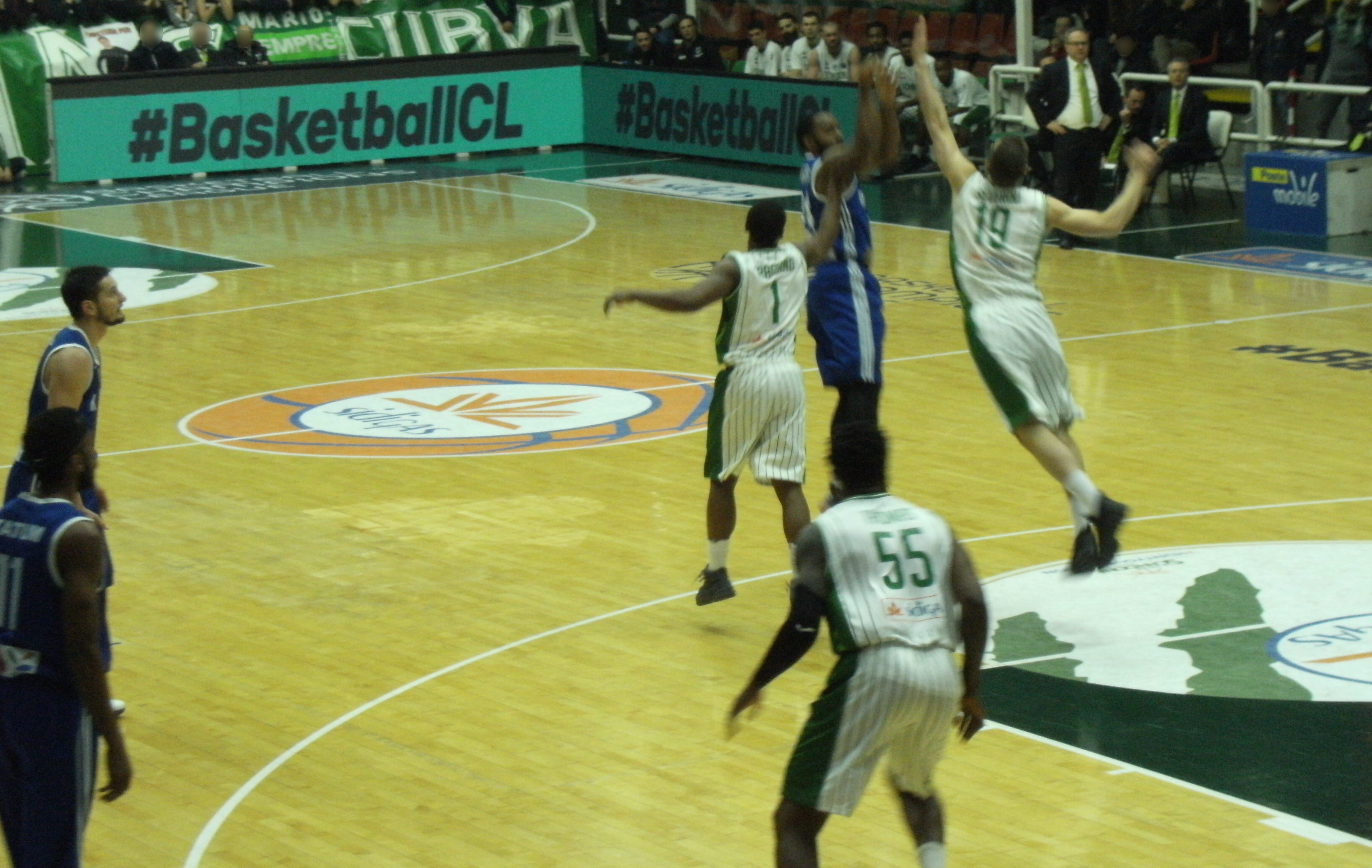
Avellino - Mornar Bar

### Gruppo E

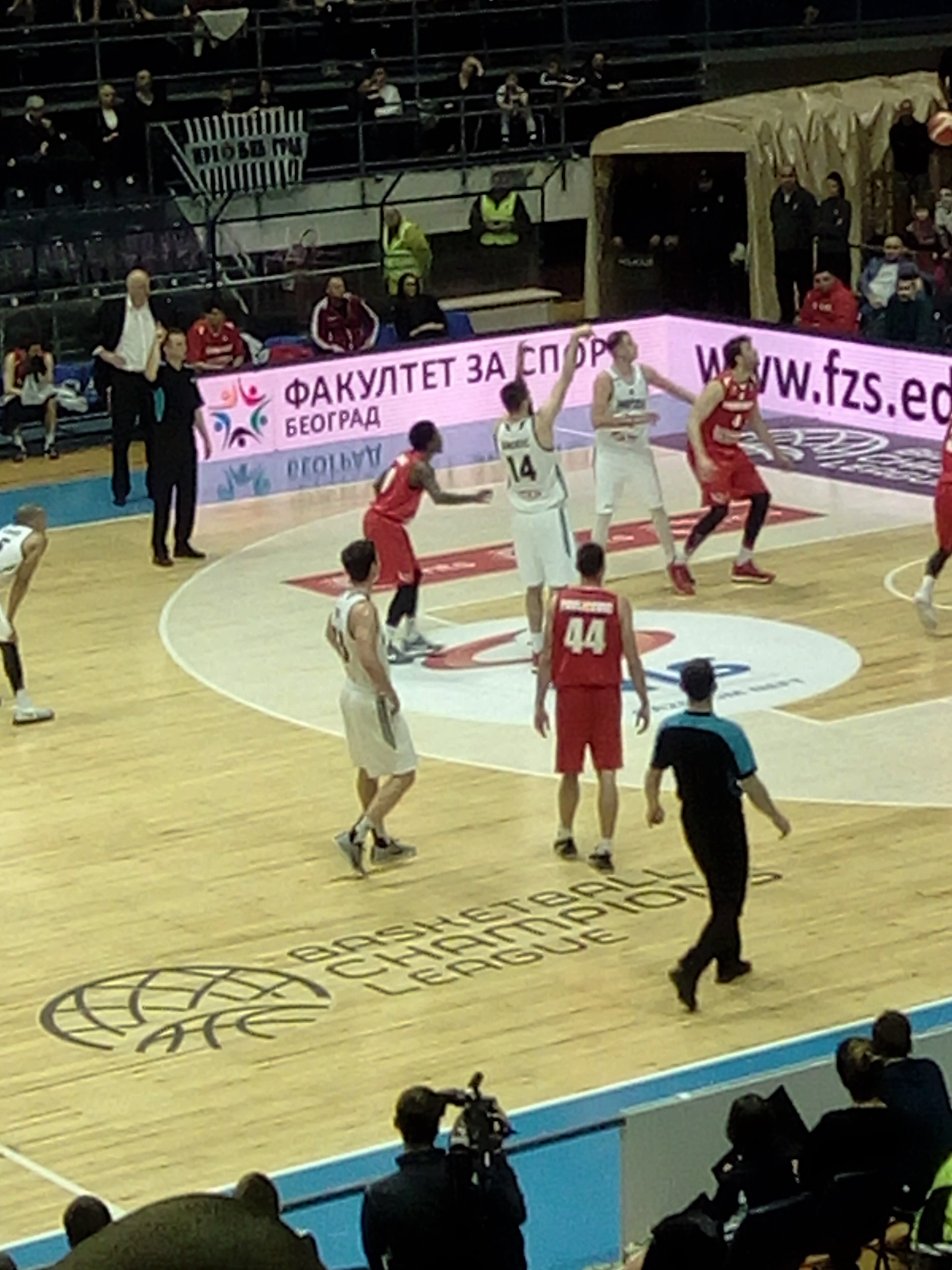
Partizan - Szolnoki Olaj

### Gruppo A[12]
|    | Squadra           | P.ti | G  | V  | P  | PF   | PS   | DP   | SD |
| -- | ----------------- | ---- | -- | -- | -- | ---- | ---- | ---- | -- |
| 1. | Monaco            | 26   | 14 | 12 | 2  | 1034 | 919  | +115 |    |
| 2. | Bandırma Banvit   | 25   | 14 | 11 | 3  | 1130 | 1010 | +120 |    |
| 3. | ČEZ Nymburk       | 24   | 14 | 10 | 4  | 1124 | 1005 | +119 |    |
| 4. | Aris Salonicco    | 22   | 14 | 8  | 6  | 1078 | 992  | +86  |    |
| 5. | Skyl. Francoforte | 21   | 14 | 7  | 7  | 978  | 983  | -5   |    |
| 6. | Ironi Nahariya    | 19   | 14 | 5  | 9  | 1013 | 1035 | -22  |    |
| 7. | Helios Domžale    | 16   | 14 | 2  | 12 | 834  | 947  | -113 |    |
| 8. | Århus             | 15   | 14 | 1  | 13 | 963  | 1263 | -300 |    |

### Gruppo B[12]
|    | Squadra            | P.ti | G  | V | P  | PF   | PS   | DP  | SD  |
| -- | ------------------ | ---- | -- | - | -- | ---- | ---- | --- | --- |
| 1. | Le Mans            | 23   | 14 | 9 | 5  | 1029 | 938  | +91 | 3-1 |
| 2. | Reyer Venezia      | 23   | 14 | 9 | 5  | 1033 | 1030 | +3  | 2-2 |
| 3. | Karşıyaka          | 23   | 14 | 9 | 5  | 1046 | 963  | +83 | 1-3 |
| 4. | Avtodor Saratov    | 21   | 14 | 7 | 7  | 1190 | 1147 | +43 | 2-0 |
| 5. | Mac. Rishon LeZion | 21   | 14 | 7 | 7  | 1000 | 996  | +4  | 0-2 |
| 6. | CSM Oradea         | 20   | 14 | 6 | 8  | 959  | 1047 | -88 | 2-0 |
| 7. | Joensuun Kataja    | 20   | 14 | 6 | 8  | 1091 | 1131 | -40 | 0-2 |
| 8. | Chimik Južnyj      | 17   | 14 | 3 | 11 | 929  | 1025 | -96 |     |

### Gruppo C[12]
|    | Squadra           | P.ti | G  | V  | P  | PF   | PS   | DP   | SD  |
| -- | ----------------- | ---- | -- | -- | -- | ---- | ---- | ---- | --- |
| 1. | ASVEL             | 24   | 14 | 10 | 4  | 1063 | 977  | +86  | 3-1 |
| 2. | Neptūnas Klaipėda | 24   | 14 | 10 | 4  | 1051 | 958  | +93  | 2-2 |
| 3. | EWE Oldenburg     | 24   | 14 | 10 | 4  | 1070 | 983  | +87  | 1-3 |
| 4. | PAOK Salonicco    | 21   | 14 | 7  | 7  | 1031 | 990  | +41  | 2-0 |
| 5. | Ventspils         | 21   | 14 | 7  | 7  | 1061 | 1057 | +4   | 0-2 |
| 6. | Uşak Sportif      | 19   | 14 | 5  | 9  | 1056 | 1092 | -36  |     |
| 7. | Pall. Varese      | 18   | 14 | 4  | 10 | 981  | 1123 | -142 |     |
| 8. | Rosa Radom        | 17   | 14 | 3  | 11 | 959  | 1092 | -133 |     |

### Gruppo D[12]
|    | Squadra           | P.ti | G  | V  | P  | PF   | PS   | DP   | SD |
| -- | ----------------- | ---- | -- | -- | -- | ---- | ---- | ---- | -- |
| 1. | Canarias Tenerife | 25   | 14 | 11 | 3  | 1135 | 948  | +187 |    |
| 2. | Scandone Avellino | 24   | 14 | 10 | 4  | 1048 | 961  | +87  |    |
| 3. | Strasburgo        | 23   | 14 | 9  | 5  | 1069 | 977  | +92  |    |
| 4. | Juventus Utena    | 22   | 14 | 8  | 6  | 1066 | 1096 | -30  |    |
| 5. | Ostenda           | 20   | 14 | 6  | 8  | 995  | 991  | +4   |    |
| 6. | Cibona Zagabria   | 19   | 14 | 5  | 9  | 1082 | 1155 | -73  |    |
| 7. | Mega Belgrado     | 18   | 14 | 4  | 10 | 1016 | 1112 | -96  |    |
| 8. | Mornar Bar        | 17   | 14 | 3  | 11 | 962  | 1133 | -171 |    |

### Gruppo E[12]
|    | Squadra          | P.ti | G  | V  | P  | PF   | PS   | DP   | SD  |
| -- | ---------------- | ---- | -- | -- | -- | ---- | ---- | ---- | --- |
| 1. | Beşiktaş         | 26   | 14 | 12 | 2  | 1178 | 1050 | +128 |     |
| 2. | AEK Atene        | 23   | 14 | 9  | 5  | 1107 | 992  | +115 |     |
| 3. | Partizan         | 22   | 14 | 8  | 6  | 1038 | 1046 | -8   | 2-0 |
| 4. | R. Ludwigsburg   | 22   | 14 | 8  | 6  | 1150 | 1058 | +92  | 0-2 |
| 5. | Dinamo Sassari   | 21   | 14 | 7  | 7  | 1099 | 1108 | -9   |     |
| 6. | Spirou Charleroi | 20   | 14 | 6  | 8  | 1040 | 1113 | -73  |     |
| 7. | Zielona Góra     | 18   | 14 | 4  | 10 | 1020 | 1084 | -64  |     |
| 8. | Szolnoki Olaj    | 16   | 14 | 2  | 12 | 1020 | 1201 | -181 |     |

### Classifica delle migliori seconde
|    | Grp | Squadra           | P.ti | G  | V  | P | PF   | PS   | DP   |
| -- | --- | ----------------- | ---- | -- | -- | - | ---- | ---- | ---- |
| 1. | A   | Bandırma Banvit   | 25   | 14 | 11 | 3 | 1130 | 1010 | +120 |
| 2. | C   | Neptūnas Klaipėda | 24   | 14 | 10 | 4 | 1051 | 958  | +93  |
| 3. | D   | Scandone Avellino | 24   | 14 | 10 | 4 | 1048 | 961  | +87  |
| 4. | E   | AEK Atene         | 23   | 14 | 9  | 5 | 1107 | 992  | +115 |
| 5. | B   | Reyer Venezia     | 23   | 14 | 9  | 5 | 1033 | 1030 | +3   |

### Classifica delle migliori quinte
|    | Grp | Squadra            | P.ti | G  | V | P | PF   | PS   | DP |
| -- | --- | ------------------ | ---- | -- | - | - | ---- | ---- | -- |
| 1. | C   | Ventspils          | 21   | 14 | 7 | 7 | 1061 | 1057 | +4 |
| 2. | B   | Mac. Rishon LeZion | 21   | 14 | 7 | 7 | 1000 | 996  | +4 |
| 3. | A   | Skyl. Francoforte  | 21   | 14 | 7 | 7 | 978  | 983  | -5 |
| 4. | E   | Dinamo Sassari     | 21   | 14 | 7 | 7 | 1099 | 1108 | -9 |
| 5. | D   | Ostenda            | 20   | 14 | 6 | 8 | 995  | 991  | +4 |

### Classifica delle migliori settime
|    | Grp | Squadra         | P.ti | G  | V | P  | PF   | PS   | DP   |
| -- | --- | --------------- | ---- | -- | - | -- | ---- | ---- | ---- |
| 1. | B   | Joensuun Kataja | 20   | 14 | 6 | 8  | 1091 | 1131 | -40  |
| 2. | E   | Zielona Góra    | 18   | 14 | 4 | 10 | 1020 | 1084 | -64  |
| 3. | D   | Mega Belgrado   | 18   | 14 | 4 | 10 | 1016 | 1112 | -96  |
| 4. | C   | Pall. Varese    | 18   | 14 | 4 | 10 | 981  | 1123 | -142 |
| 5. | A   | Helios Domžale  | 16   | 14 | 2 | 12 | 834  | 947  | -113 |

## Play-off
Nei play-off le squadre si affrontano in due partite di andata e ritorno. Per questo il punteggio di una singola partita può essere di parità.
- La squadra che termina al posto più in alto della regular season disputerà la seconda partita della serie in casa.
- Se entrambe le squadre si sono posizionate allo stesso posto nella regular season, la squadra con maggiori vittorie nella regular season disputerà la seconda partita in casa.
- In caso di parità sia nel piazzamento che nelle vittorie, la squadra con la maggior differenza punti nella regular season disputerà la seconda partita in casa.

### Play-offs qualifiers
Il sorteggio degli scontri si è tenuto alle ore 14:00 del 27 gennaio a Mies.
Le squadre vengono suddivise in due urne: una contenente le peggiori seconde, le terze e la migliore quarta dei gironi, l'altra contenente le altre squadre classificate. Le squadre provenienti dallo stesso girone o dallo stesso paese non possono affrontarsi.
Le teste di serie disputano in trasferta la partita di andata il 7-8 febbraio, per poi giocare in casa il ritorno il 21-22 febbraio.
| Squadra 1          | Totale  | Squadra 2      | Andata | Ritorno |
| ------------------ | ------- | -------------- | ------ | ------- |
| Aris Salonicco     | 141-133 | Strasburgo     | 71-52  | 70-81   |
| Ventspils          | 135-137 | Reyer Venezia  | 74-67  | 61-70   |
| Avtodor Saratov    | 176-182 | EWE Oldenburg  | 87-84  | 89-98   |
| Juventus Utena     | 131-153 | AEK Atene      | 77-78  | 54-75   |
| PAOK Salonicco     | 156-154 | Partizan       | 74-76  | 82-78   |
| Mac. Rishon LeZion | 148-167 | R. Ludwigsburg | 66-83  | 82-84   |
| Skyl. Francoforte  | 142-152 | Karşıyaka      | 90-80  | 52-72   |
| Dinamo Sassari     | 157-156 | ČEZ Nymburk    | 94-72  | 63-84   |

### Round of 16
La prima partita è stata giocata il 28 febbraio–1 marzo, mentre la seconda il 7–8 marzo 2017.
| Squadra 1      | Totale  | Squadra 2         | Andata | Ritorno |
| -------------- | ------- | ----------------- | ------ | ------- |
| Aris Salonicco | 134–148 | ASVEL             | 67-67  | 67-81   |
| AEK Atene      | 156-163 | Monaco            | 69-68  | 87-95   |
| PAOK Salonicco | 120–143 | Canarias Tenerife | 66-63  | 54-80   |
| Dinamo Sassari | 147-129 | Le Mans           | 79-63  | 68-66   |
| R. Ludwigsburg | 124-119 | Neptūnas Klaipėda | 73-61  | 52-58   |
| EWE Oldenburg  | 143-152 | Bandırma Banvit   | 82-82  | 61-70   |
| Reyer Venezia  | 125–117 | Scandone Avellino | 53-49  | 72-68   |
| Karşıyaka      | 171-155 | Beşiktaş          | 75-70  | 96-85   |

### Quarti di finale
La prima partita si è giocata il 21–22 marzo, mentre la seconda il 28–29 marzo.
Il sorteggio è stato effettuato il 10 marzo.
| Squadra 1       | Totale  | Squadra 2         | Andata | Ritorno |
| --------------- | ------- | ----------------- | ------ | ------- |
| ASVEL           | 113–123 | Canarias Tenerife | 62-62  | 51-61   |
| Karşıyaka       | 140–145 | Reyer Venezia     | 74-71  | 66-74   |
| Bandırma Banvit | 146–145 | R. Ludwigsburg    | 87-92  | 59-53   |
| Monaco          | 152–138 | Dinamo Sassari    | 73-62  | 79-76   |

## Final four
Le Final Four sono la fase finale del torneo e sono state giocate dal 28 e 30 aprile 2017 e state disputate al palasport Santiago Martín di San Cristóbal de La Laguna, Spagna,
|  | Semifinali        | Semifinali        | Semifinali        |                   |                 | Finale          | Finale          | Finale          |  |
|  |                   |                   |                   |                   |                 |                 |                 |                 |  |
|  | Bandırma Banvit   | Bandırma Banvit   | 83                |                   |                 |                 |                 |                 |  |
|  | Bandırma Banvit   | Bandırma Banvit   | 83                |                   |                 |                 |                 |                 |  |
|  | Monaco            | Monaco            | 74                |                   |                 |                 |                 |                 |  |
|  | Monaco            | Monaco            | 74                |                   | Bandırma Banvit | Bandırma Banvit | 59              |                 |  |
|  |                   |                   |                   |                   | Bandırma Banvit | Bandırma Banvit | 59              |                 |  |
|  |                   |                   | Canarias Tenerife | Canarias Tenerife | 63              |                 |                 |                 |  |
|  | Canarias Tenerife | Canarias Tenerife | Canarias Tenerife | Canarias Tenerife | 63              | 67              |                 |                 |  |
|  | Canarias Tenerife | Canarias Tenerife |                   |                   |                 | 67              |                 |                 |  |
|  | Reyer Venezia     | Reyer Venezia     | 58                |                   |                 | Finale 3º posto | Finale 3º posto | Finale 3º posto |  |
|  | Reyer Venezia     | Reyer Venezia     | 58                |                   |                 |                 |                 |                 |  |
|  |                   |                   |                   |                   |                 |                 |                 |                 |  |
|  |                   |                   |                   |                   |                 | Monaco          | Monaco          | 91              |  |
|  |                   |                   |                   |                   |                 | Monaco          | Monaco          | 91              |  |
|  |                   |                   |                   |                   |                 | Reyer Venezia   | Reyer Venezia   | 77              |  |

## Formazione vincitrice
|    | Naz.                                        | Ruolo | Sportivo           | Anno | Alt. | Peso |  |
| -- | ------------------------------------------- | ----- | ------------------ | ---- | ---- | ---- |  |
| 00 | Spagna (bandiera)                           | P     | Rodrigo San Miguel | 1985 | 186  | 84   |  |
| 5  | Argentina (bandiera) · Italia (bandiera)    | PG    | Nicolás Richotti   | 1986 | 183  | 80   |  |
| 7  | Senegal (bandiera) · Spagna (bandiera)      | C     | Mamadou Niang      | 1994 | 209  | 107  |  |
| 10 | Spagna (bandiera)                           | P     | Ferrán Bassas      | 1992 | 181  | 85   |  |
| 11 | Stati Uniti (bandiera) · Irlanda (bandiera) | AG    | Will Hanley        | 1990 | 201  | 96   |  |
| 12 | Stati Uniti (bandiera) · Francia (bandiera) | A     | Tariq Kirksay      | 1979 | 199  | 102  |  |
| 13 | Lituania (bandiera)                         | A     | Marius Grigonis    | 1994 | 198  | 88   |  |
| 17 | Spagna (bandiera)                           | C     | Fran Vázquez       | 1983 | 209  | 109  |  |
| 21 | Stati Uniti (bandiera)                      | AG    | Tim Abromaitis     | 1989 | 203  | 107  |  |
| 31 | Grecia (bandiera)                           | C     | Giōrgos Mpogrīs    | 1989 | 210  | 109  |  |
| 33 | Spagna (bandiera)                           | AP    | Javier Beirán      | 1987 | 200  | 90   |  |
| 34 | Stati Uniti (bandiera)                      | P     | Davin White        | 1981 | 185  | 88   |  |
| 41 | Canada (bandiera) · Paesi Bassi (bandiera)  | AP    | Aaron Doornekamp   | 1985 | 201  | 96   |  |
|    | Spagna (bandiera)                           | All.  | Txus Vidorreta     |      |      |      |  |

## Premi

### MVP di giornata
Regular season
| Game | Player              | Team                  | VAL |
| ---- | ------------------- | --------------------- | --- |
| 1    | Tyrone Brazelton    | Rosa Radom            | 30  |
| 2    | Joe Ragland         | Sidigas Avellino      | 29  |
| 3    | Shaquielle McKissic | Muratbey Uşak Sportif | 24  |
| 4    | / Vladimir Janković | Aris Salonicco        | 25  |
| 5    | Nick Minnerath      | Avtodor Saratov       | 40  |
| 6    | Giōrgos Mpogrīs     | Iberostar Tenerife    | 28  |
| 7    | Kyrylo Fesenko      | Sidigas Avellino      | 35  |
| 8    | Jimmy Baron         | Neptūnas Klaipėda     | 40  |
| 9    | Novica Veličković   | Partizan              | 21  |
| 10   | Daniel Mullings     | Kataja                | 25  |
| 11   | Zach Auguste        | Muratbey Uşak Sportif | 36  |
| 12   | Chris Kramer        | EWE Baskets Oldenburg | 36  |
| 13   | Martin Zeno         | CSM Oradea            | 40  |
| 14   | Nick Minnerath (2)  | Avtodor Saratov       | 27  |

Play-offs Qualifiers
| Player            | Team |
| ----------------- | ---- |
| Thaddeus McFadden | PAOK |

Round of 16
| Player     | Team            |
| ---------- | --------------- |
| Mike Green | Pınar Karşıyaka |

Quarti di finale
| Player          | Team            |
| --------------- | --------------- |
| Jordan Theodore | Bandırma Banvit |

### Quintetti ideali
- Basketball Champions League Star Lineup:
  -  Jordan Theodore (  Bandırma Banvit )
  -  Zack Wright (  Monaco )
  -  Melvin Ejim (  Reyer Venezia )
  -  Aaron Doornekamp (  Canarias Tenerife )
  -  Giōrgos Mpogrīs (  Canarias Tenerife )
- Basketball Champions League Second Best Team:
  -  Will Hatcher (  Partizan )
  -  Chris Kramer (  EWE Oldenburg )
  -  Gediminas Orelik (  Bandırma Banvit )
  -  Dušan Šakota (  AEK Atene )
  -  Vladimir Štimac (  Beşiktaş )

### Riconoscimenti individuali
- Basketball Champions League MVP:  Jordan Theodore,  Bandırma Banvit
- Basketball Champions League Final Four MVP:  Marius Grigonis,  Canarias Tenerife
- Basketball Champions League Best Young Player:  Furkan Korkmaz,  Bandırma Banvit

## Montepremi
Il montepremi delle competizione è stato di 5.220.000 euro così ripartiti:
- Primo posto: 500.000
- secondo posto: 260.000
- terzo posto: 240.000
- quarto posto: 220.000
- quarti di finale: 160.000
- ottavi di finale: 120.000
- stagione regolare: 100.000